# Trái mâm xôi
Trái mâm xôi (tiếng Nga: Ягода малина) là một ca khúc nhạc nhẹ Liên Xô.
Bài hát ra đời vào khoảng thập niên 1980 và nhanh chóng đứng đầu bảng xếp hạng các ca khúc thời thượng ăn khách nhất trong suốt một thời gian dài.

## Nội dung
Nhạc: Vyacheslav Dobrynin ƠДобрынин, Вячеслав Григорьевич)

Lời: Mikhail Plyatskovsky (Пляцковский, Михаил Спартакович)
| Может помнишь тот сказочный сон, Позабыт он тобой или нет, Плыл над полем малиновый звон, Занимался малиновый свет. (Припев) Ягода-малина нас к себе манила, Ягода-малина летом в гости звала, Как сверкали эти искры на рассвете, Ах, какою сладкой малина была. Тихо лес шелестел колдовской, Лишь для нас пели в нем соловьи, И малиною спелой такой Пахли теплые губы твои. Ты мне слово одно повтори, Над которым не властны века. И пускай от сиянья зари Вновь малиновой станет река. | Còn nhớ chăng em hỡi giấc mơ thần tiên, Còn nhớ không em giấc mơ ấy hay đã quên, Bình minh lên tươi thắm cánh đồng quê, Từng hồi chuông ngân thánh thót trên cánh đồng. (Điệp khúc) Ôi trái mâm xôi bé xinh ơi, lấp lánh như đang vẫy mời, Mùa hạ sang ta sánh đôi đến đây bên gốc mâm xôi, Lấp lánh như đốm lửa hồng đang nhen lên trong ánh dương, Tuyệt vời vị mâm xôi ôi ngày ấy ngọt môi. Rừng thanh vắng lá hát trong bình yên, Họa mi kia riêng hát cho đôi mình thôi, Và môi em thơm ấm ngất ngây nồng say, Ngọt ngào như mùi hương chín trái mâm xôi. Một lời thôi em nhé, thêm một lần thôi, Để tháng năm ta mãi không bao giờ quên. Và để dòng sông kia cháy lên trong bình minh, Một màu thắm tươi như trái chín mâm xôi. |

### Thể hiện
- Vyacheslav Dobrynin[2]
- Valentina Legkostupova[3]
- Jasmin[4]

## Sự kiện thú vị
Phiên bản tiếng Việt của bài hát do ca sĩ Đàm Vĩnh Hưng thể hiện đã bị chỉnh sửa với tiêu đề và nội dung hoàn toàn khác, dẫu vẫn trung thành với phần nhạc.
Tiêu đề: Nuối tiếc

Đặt lời: Quốc Tuấn
| Ngày xa xưa em ngu ngơ quá như trẻ con Được chàng yêu thương nhưng em có hay gì đâu Buồn vu vơ em hay giận dỗi hay hờn ghen Chàng thương quá vội âu yếm em không màng (Điệp khúc) Đã mất nhau cách xa rồi xưa hay dỗi hay hờn Giờ lệ rơi như vết dao quá sâu đau xót tâm hồn Tiếc mãi năm tháng yêu kiều tan theo nỗi vô tình Giận mình ngu dại đánh mất chàng giữa đời hoang Giờ xa nhau em luôn thương nhớ tháng ngày qua Vì tình ngu ngơ ngây thơ quá nên tình tan Chàng nơi đâu sao không đến chia cùng em Giọt nước mắt buồn tiếc nuối nhớ thương chàng Người yêu ơi em luôn thương nhớ mãi chàng ơi Ngày xa xưa em đã sống trong thần tiên Được yêu thương nhưng em đã ngu dại kiêu căng Vì đã lỡ làm tan vỡ trái tim chàng |